# Saint-Julien-d'Oddes
Saint-Julien-d'Oddes is een gemeente in het Franse departement Loire (regio Auvergne-Rhône-Alpes) en telt 248 inwoners (2005). De plaats maakt deel uit van het arrondissement Roanne.

## Geografie
De oppervlakte van Saint-Julien-d'Oddes bedraagt 10,5 km², de bevolkingsdichtheid is 23,6 inwoners per km².
De onderstaande kaart toont de ligging van Saint-Julien-d'Oddes met de belangrijkste infrastructuur en aangrenzende gemeenten.

## Demografie
Onderstaande figuur toont het verloop van het inwonertal (bron: INSEE-tellingen).